# Schober (Familienname)
Schober, auch Schobert und Schöberl, ist ein bäuerlicher Übername (Heuschober = Scheune) und bedeutet: der in der Scheune Arbeitende.

## Namensträger
- Albin Schober (1938–2020), österreichischer Politiker (SPÖ)
- Alfred Schober (1856–1917), österreichischer Jurist und Beamter
- Andrea Schober (* 1964), deutsche Schauspielerin
- Andreas Schober, deutscher Skeletonsportler
- Anna Schober (Autorin) (1847–1929), deutsche Jugendschriftstellerin
- Anna Schober (Historikerin) (* 1966), österreichische Historikerin
- Anna Maria Schober (1672–1728), deutsche Opern- und Konzertsängerin
- Arnold Schober (1886–1959), österreichischer Klassischer Archäologe
- Barbara Schober (Künstlerin) (* 1958), deutsche Künstlerin
- Barbara Schober (Psychologin) (* 1970), deutsche Psychologin und Hochschullehrerin
- Bernd Schober (* 1965), deutscher Oboist
- Caspar Schober (1504–1532), deutscher Professor der Rechte, Richter am Reichskammergericht Speyer
- Daniela Schober (* 1977), deutsche Schauspielerin
- Edgar Schober (1926–2016), österreichischer Politiker (ÖVP)
- Ernst Sigismund Schober (1681–1749), königlicher Amtsadvokat, Kirchendeputierter und Rechtskonsulent des evangelischen Kirchenkollegiums, Lehensherr auf Bögendorf
- Frank-Michael Schober (1951–2013), deutscher Politiker (CDU), MdL
- Franz von Schober (1796–1882), österreichischer Dichter
- Franz Schober (Parteifunktionär) (1911–1945), böhmisch-österreichischer sozialdemokratischer Parteifunktionär
- Friedrich Schober (1904–1971), österreichischer Historiker
- Friedrich Maximilian Schober (1848–1914), deutscher Politiker, MdL Sachsen
- Gottlob Schober (1672–1739), deutscher Mediziner
- Hans Schober (Politiker, I), deutscher Politiker (LDP/LDPD), MdV
- Hans Schober (1907–1966), österreichischer Liedtexter, siehe Johann Schober (Liedtexter)
- Hans Schober (Politiker, 1927) (1927–2006), österreichischer Politiker (SPÖ)
- Hans-Christof Schober (* 1955), deutscher Internist
- Hans Josef Schober (* 1944), österreichischer Astronom
- Hans-Werner Schober (1918–1975), deutscher Bibliothekar und Hochschullehrer
- Heiner Schober (1927–2009), deutscher Fußballspieler
- Helmut Schober (1947–2024), österreichischer Maler und Performance-Künstler
- Herbert Schober (1905–1975), österreichisch-deutscher Physiker und Augenarzt
- Hertha Schober-Awecker (1922–1989), österreichische Historikerin
- Holger Schober (* 1976), österreichischer Theaterschauspieler
- Hugo Emil Schober (1820–1882), deutscher Agrarwissenschaftler
- Ildefons Schober (1849–1918), deutscher Benediktinerabt
- Ingeborg Schober (1947–2010), deutsche Autorin, Übersetzerin und Musikjournalistin
- Irene Schober, bekannt als Irene S. (* 1962), österreichische Sängerin, Schauspielerin und Kabarettistin
- Jakob Schober (1563–1632), lutherischer Geistlicher und böhmischer Exulant
- Johann Schober (Komponist) (1640–1697), deutscher Kapellmeister und Komponist
- Johann Schober (Pädagoge) (1806–1880), österreichischer Schulgründer und Schulbuchautor
- Johann Schober (Johannes Schober; 1874–1932), österreichischer Jurist, Beamter und Politiker
- Johann Schober (Liedtexter) (1907–1966), österreichischer Liedtexter
- Johann Baptist Schober (1753–1879), österreichischer Geistlicher, Abt von Wilhering
- Johann Friedrich Schober (1648–1731), deutscher Jurist
- Johann Gottlieb Schober (1767–1840), deutscher Geistlicher
- Johannes Schober (1874–1932), österreichischer Politiker, siehe Johann Schober
- Johannes Schober (Radsportler) (1935–2016), deutscher Radsportler
- Jürgen Schober (* 1948), deutscher Dokumentarfilmer
- Karl Schober (Mathematiker) (1859–1899), österreichischer Mathematiker
- Karl Schober (Politiker) (1898–1973), deutscher Politiker (SPD)
- Karl Herbert Schober (1916–2000), österreichischer Jurist, Beamter und Diplomat
- Karl Johann Schober (1844–1933), böhmisch-österreichischer Lehrer, Historiker und Geograph
- Karl-Ludwig Schober (1912–1999), deutscher Chirurg und Medizintechniker
- Klaus Schober (1937–2013), deutscher Unternehmer
- Konrad Schober (* 1963), deutscher Verwaltungsjurist, Regierungspräsident von Oberbayern
- Kurt Schober (1917–2003), deutscher Politiker (CDU) und Oberbürgermeister von Herford
- Leonhard Schober (1887–unbekannt), deutscher Scharfschütze im Ersten Weltkrieg
- Ludwig Schober (* 1949), deutscher Bibliothekar und Lokalhistoriker
- Lukas Schober (* 2004), deutscher Kugelstoßer
- Manfred Schober (* 1941), deutscher Heimatforscher
- Manfred Schober (Leichtathlet), deutscher Leichtathlet
- Marco Schober (* 1985), österreichischer Fußballspieler
- Marcus Schober (* 1980), österreichischer Politiker (SPÖ), Landtagsabgeordneter und Gemeinderat
- Mark Schober (* 1972), deutscher Sportfunktionär
- Mathias Schober (* 1976), deutscher Fußballtorwart
- Matthias Schober (vor 1577–1604), deutscher Geistlicher, Abt des Klosters Sankt Mang
- Melanie Schober (* 1985), österreichische Mangazeichnerin
- Michael Schober (Bergsteiger) (1918–1940), deutscher Bergsteiger
- Michael Schober (Illustrator) (* 1966), deutscher Illustrator und Autor
- Michaela Schober (* 1980), deutsche Sängerin (Sopran), Musicaldarstellerin und Vokalpädagogin
- Olga Schoberová (* 1943), tschechische Schauspielerin
- Otmar Schober (* 1948), deutscher Facharzt für Nuklearmedizin, Forscher und Hochschullehrer
- Otto Schober (1935–2010), deutscher Sprachwissenschaftler, Pädagoge  und Didaktiker
- Paul Schober (1865–1943), deutscher Arzt und Rheumatologe (Schober-Zeichen)
- Peter Schober (* 1949), österreichischer Pädiater, Sportmediziner und Hochschullehrer
- Peter Jakob Schober (1897–1983), deutscher Maler
- Regina Schober (* 1980), deutsche Amerikanistin
- Reinhard Schober (1906–1998), deutscher Forstwissenschaftler
- Richard Schober (Milchwissenschaftler) (um 1902–nach 1967), deutscher Milchwissenschaftler und Versuchsanstaltsdirektor
- Richard Schober (Historiker) (* 1945), österreichischer Historiker
- Rita Schober (1918–2012), deutsche Romanistin
- Robert Schober (* 1971), deutscher Ingenieur für Nachrichtentechnik
- Ronald Schober (* 1974), deutscher Schauspieler, Autor und Regisseur
- Rudolf Schober (* 1946), österreichischer Politiker (SPÖ), Kärntner Landtagsabgeordneter
- Siegfried Schober (* 1944), deutscher Journalist
- Sophia Schober (* 1992), deutsche Schauspielerin
- Theodor Schober (Pfarrer) (1918–2010), deutscher Pfarrer
- Theodor Schober (Basketballtrainer) (1928–2023), deutscher Basketballtrainer
- Walter Schober (* 1961), deutscher Wirtschaftswissenschaftler
- Willi Schober (1913–nach 1965), deutscher Fußballtrainer
- Wolfgang Schober (* 1989), österreichischer Fußballtorwart